# Kwik(II)azide
Kwik(II)azide is een verbinding van kwik met het azide-ion. Het werd vroeger, evenals loodazide, gebruikt in slaghoedjes om een ontploffing te initiëren.

## Synthese
Kwik(II)azide wordt bereid door mengen van oplossingen van natriumazide en kwik(II)nitraat:
{\displaystyle {\ce {Hg(NO3)2 + 2NaN3 -> Hg(N3)2 + 2NaNO3}}}

## Eigenschappen
Kwik(II)azide is opgebouwd uit covalente bindingen. Het komt voor als een schokgevoelig en hittegevoelig wit poeder. Het is slecht oplosbaar in koud water maar lost goed op in ethers.
Kwik(II)azide is lichtgevoelig en wordt geel bij blootstelling aan zonlicht. Bij verhitting boven 212°C ontleedt de verbinding in metallisch kwik en stikstofgas:
{\displaystyle {\ce {Hg(N3)2 -> Hg + 3N2}}}
Bij 300°C explodeert het product.